# Alegeri pentru Duma de Stat a Federației Ruse, 1995
Alegerile pentru Duma de Stat din Federația Rusă au avut loc la data de 17 decembrie 1995. Ele s-au desfășurat după un sistem electoral mixt. În joc au fost 450 de locuri înDuma de Stat (Gosudarstvennaya Duma), o casă inferioară a Adunării Federale a Rusiei (Legiuitorul).
Legii electorale adoptate pentru alegerile din 1995 au fost similare cu cele adoptate pentru alegerile  din 1993, cu unele modificări minore. În primul rând, pentru a asigura un loc pe turul de scrutin de reprezentare proporțională, partidele au trebuit sa se înregistreze la Ministerul Justiției nu mai târziu de șase luni înainte de alegeri, precum și numărul de semnături  a crescut de la 100.000 la 200.000. În al doilea rând, voturile nule au fost acum incluse în calculul pragului la sută 5.0. În al treilea rând, pe buletinul de vot uninominal, atestările de partid de candidați au fost indicate.

## Rezultatele finale (%) și numărul deputaților
| Pardidele și Coalițiile                                       | Pardidele și Coalițiile                                       | Candidați (primii trei)                  | % Voturi | % Locuri | Locuri în Duma de Stat |
| ------------------------------------------------------------- | ------------------------------------------------------------- | ---------------------------------------- | -------- | -------- | ---------------------- |
| Partidul Comunist al Federației Ruse                          | Partidul Comunist al Federației Ruse                          | Ghennadi Ziuganov — Goryacheva — Tuleyev | 22.30    | 34.9     | 157                    |
| Rusia — Casa Noastră                                          | Rusia — Casa Noastră                                          | Viktor Cernomîrdin — Mihalkov — Rokhlin  | 10.13    | 12.2     | 55                     |
| Partidul Liberal Democrat din Rusia                           | Partidul Liberal Democrat din Rusia                           | Vladimir Jirinovski — Kobelev - Marychev | 11.18    | 11.3     | 51                     |
| Iabloko                                                       | Iabloko                                                       | Iavlinski - Lukin - Yarygina             | 6.89     | 10.0     | 45                     |
| Partidul Agrar din Rusia                                      | Partidul Agrar din Rusia                                      | Lapshin — Nazarchuk — Starodubtsev       | 3.78     | 4.4      | 20                     |
| Partidul Alegerea Democrată din Rusia — Coaliția Democraților | Partidul Alegerea Democrată din Rusia — Coaliția Democraților | Gazdar — Kovalyov — Fedoseyeva-Shukshina | 3.86     | 2.0      | 9                      |
| Partidul — Puterea Poporului                                  | Partidul — Puterea Poporului                                  | Nikolai Rîjkov — Baburin — Shuvalova     | 1.61     | 2.0      | 9                      |
| Congresul Comunităților Ruse                                  | Congresul Comunităților Ruse                                  | Skokov — Lebed — Glazyev                 | 4.31     | 1.1      | 5                      |
| Fracțiunea Politică "Femeile din Rusia"                       | Fracțiunea Politică "Femeile din Rusia"                       | Fedulova — Lakhova — Gundareva           | 4.61     | 0.7      | 3                      |
| Blocul — "Rusia Înainte"                                      | Blocul — "Rusia Înainte"                                      | Fedorov — Denisenko — Vladislavlev       | 1.94     | 0.7      | 3                      |
| Blocul lui Ivan Rybkin                                        | Blocul lui Ivan Rybkin                                        | Rybkin — Petrov — Chilingarov            | 1.11     | 0.7      | 3                      |
| Blocul Pamfilov - Gurov - Lysenko                             | Blocul Pamfilov - Gurov - Lysenko                             | Pamfilov — Gurov — Lzsenko               | 1.60     | 0.4      | 2                      |
| Comuniștii— Puterea Rusiei — Pentru URSS                      | Comuniștii— Puterea Rusiei — Pentru URSS                      | Tyulkin — Krzucikov — Anpilov            | 4.53     | 0.2      | 1                      |
| Partidul de Guvernământ al Lucrătorilor                       | Partidul de Guvernământ al Lucrătorilor                       | Fedorov — Kazanik — Porokhovschikov      | 3.98     | 0.2      | 1                      |
| Sindicatele industrialiștilor din Rusia - Uniunea Muncii      | Sindicatele industrialiștilor din Rusia - Uniunea Muncii      | Shcherbakov - Shmakov - Volsky           | 1.55     | 0.2      | 1                      |
| Blocul lui Stanislav Govorukhin                               | Blocul lui Stanislav Govorukhin                               | Govorukhin — Rumyantsev — Aksiutchits    | 0.99     | 0.2      | 1                      |
| Blocul-Patria Mea                                             | Blocul-Patria Mea                                             | Gromov — Shatalin — Kabzon               | 0.72     | 0.2      | 1                      |
| Blocul Electoral Transformarea Patriei                        | Blocul Electoral Transformarea Patriei                        | Rosel — Nojykov — Yakimov                | 0.49     | 0.2      | 1                      |
| Partidul Unicității Muncii din Rusia                          | Partidul Unicității Muncii din Rusia                          | Shakhray — Bykov - Ivankov               | 0.36     | 0.2      | 1                      |
| Partidul Libertății Economice al Rusiei                       | Partidul Libertății Economice al Rusiei                       | Borovoi - Nekrasov - Kovalyonok          | 0.13     | 0.2      | 1                      |
| Blocul Independenței                                          | Blocul Independenței                                          | Fedorov — Roitman — Komcyatov            | 0.12     | 0.2      | 1                      |
| Blocul 89                                                     | Blocul 89                                                     | —                                        | 0.06     | 0.2      | 1                      |
| Mișcarea Constructivă-Ecologică din Rusia                     | Mișcarea Constructivă-Ecologică din Rusia                     | Panfilov — Yakubovich — Tarasov          | 1.39     | 0        | 0                      |
| Partidul iubitorilor de Bere                                  | Partidul iubitorilor de Bere                                  | Kalachev — Shestakov- Palchevskogo       | 0.62     | 0        | 0                      |
| Partidul Național Republican din Rusia                        | Partidul Național Republican din Rusia                        | Lysenko - Pavlov - Ovchinnikov           | 0.48     | 0        | 0                      |
| Blocul Asociația Avocaților din Rusia                         | Blocul Asociația Avocaților din Rusia                         | Malayev — Mirzoev — Fedosev              | 0.35     | 0        | 0                      |
| Uniunea Creștin Democrată din Rusia                           | Uniunea Creștin Democrată din Rusia                           | Savitsky — Kiselyv — Ivanov              | 0.28     | 0        | 0                      |
| Uniunea Populară                                              | Uniunea Populară                                              | Lukyanov — Galagan — Mironov             | 0.19     | 0        | 0                      |
| Tikhonov — Тupolev — Tikhonov                                 | Tikhonov — Тupolev — Tikhonov                                 | Tikhonov — Тupolev — Tikhonov            | 0.15     | 0        | 0                      |
| Social-Democrații                                             | Social-Democrații                                             | Popov — Lipitsky — Bogomolov             | 0.13     | 0        | 0                      |
| Blocul Stabilitatea Rusiei                                    | Blocul Stabilitatea Rusiei                                    | Petrov — Bystritskaya — Gorlov           | 0.12     | 0        | 0                      |
| Mișcarea Federativă și Democratică a Rusiei                   | Mișcarea Federativă și Democratică a Rusiei                   | Novikov — Каlugyn — Kazakova             | 0.12     | 0        | 0                      |
| Uniunea Internațională                                        | Uniunea Internațională                                        | Mikitaev — Likhanov — Gareev             | 0.06     | 0        | 0                      |
| Candidați Independenți                                        | Candidați Independenți                                        |                                          |          | 17.1     | 77                     |
| Împotriva tuturor candidaților                                | Împotriva tuturor candidaților                                |                                          | 2.77     | 9.6      | -                      |
| Nevalabile                                                    | Nevalabile                                                    |                                          | 2.3      | -        |                        |
| Total (aparență la vot 64.4%)                                 | Total (aparență la vot 64.4%)                                 |                                          |          | 450      |                        |
| Voturi înregistrate                                           |                                                               |                                          |          |          |                        |

## După alegeri

### Estimările alegerilor
La alegeri au asistat 993 de observatori străini din 61 de țări. Dintre aceștia mai mult de 434 erau din țările membre OSCE.

#### Uniunea Europeană
Ambasadorul Uniunei Europeane la Moscova Michael Emerson a precizat faptul că membrii comisiei de observare au evaluat aceste alegeri ca fiind „libere și corecte”.